# Rechtschaffene Fremde
Als Rechtschaffene Fremde werden zwei verschiedene Schächte (Vereinigungen) von Gesellen auf der Walz bezeichnet. Dies sind die Gesellschaft der rechtschaffenen fremden Zimmer- und Schieferdeckergesellen und die Gesellschaft der rechtschaffenen fremden Maurer und Steinhauer. Die beiden Schächte kooperieren enger miteinander als andere Schächte, z. B. im Herbergswesen, trotzdem gibt es erhebliche Unterschiede und autonome Strukturen.
Die Gesellschaft der rechtschaffenen fremden Zimmer- und Schieferdeckergesellen nimmt vornehmlich Gesellen der Holzbauberufe (Zimmerleute, Tischler, Dachdecker, Böttcher, Holzbildhauer etc.) auf. Zahlenmäßig stellt dieser Schacht mit 150 bis 170 Reisenden die größte Gruppe an reisenden Schacht-Gesellen der insgesamt etwa 600 bis 800 Reisenden dar (Anzahl der Freireisenden hierbei allerdings schwer überschaubar).
Die Gesellschaft der rechtschaffenen fremden Maurer- und Steinhauergesellen ist der einzige Schacht, in dem keine Holzgewerke reisen. Hier werden Berufe, die im engen wie im weitesten Sinne mit Stein, Mineralien und Metall zu tun haben (Steinmetze, Maurer, Schmiede, Stuckateure, Schlosser, Klempner, Ofenbauer, Garten- und Landschaftsbauer, Fliesenleger, Maler etc.), aufgenommen.
Gemeinsamkeiten beider Schächte sind u. a., dass nur Männer aufgenommen werden, die für sich in Anspruch nehmen, die älteste Reisendenvereinigung zu sein, und dass die Mitglieder die schwarze Ehrbarkeit, eine Art Zunftkrawatte tragen.
Die Regeln und Gebräuche unterscheiden sich voneinander.
Die gemeinsame Farbe der Ehrbarkeit ist deshalb möglich, da man die Träger entsprechend ihrem Gewerk (erkennbar an Kluftfarbe und/oder Handwerksnadel) jeweils ihrem Schacht zuordnen kann.